# Pholeoixodes
Pholeoixodes är ett släkte av spindeldjur som beskrevs av Francisque Morel och Pérez 1973. Pholeoixodes ingår i familjen hårda fästingar.
Kladogram enligt Dyntaxa:
| Pholeoixodes | \| \| Pholeoixodes arboricola \| \| \| \| \| \| Pholeoixodes canisuga \| \| \| \| \| \| Pholeoixodes hexagonus \| \| \| \| \| \| Pholeoixodes lividus \| \| \| \| |
|              | \| \| Pholeoixodes arboricola \| \| \| \| \| \| Pholeoixodes canisuga \| \| \| \| \| \| Pholeoixodes hexagonus \| \| \| \| \| \| Pholeoixodes lividus \| \| \| \| |
|              | Ceratixodes |
|              | |
|              | Ixodes |
|              | |
|              | Scaphixodes |
|              | |
|              | Pholeoixodes arboricola |
|              | |
|              | Pholeoixodes canisuga |
|              | |
|              | Pholeoixodes hexagonus |
|              | |
|              | Pholeoixodes lividus |
|              | |

|  | Pholeoixodes arboricola |
|  |                         |
|  | Pholeoixodes canisuga   |
|  |                         |
|  | Pholeoixodes hexagonus  |
|  |                         |
|  | Pholeoixodes lividus    |
|  |                         |